# Archipel des Ébihens
 (avril 2020).
Si vous disposez d'ouvrages ou d'articles de référence ou si vous connaissez des sites web de qualité traitant du thème abordé ici, merci de compléter l'article en donnant les références utiles à sa vérifiabilité et en les liant à la section « Notes et références ».
L'archipel des Ébihens ou des Hébihens est un petit archipel français, prolongeant la presqu'île de Saint-Jacut-de-la-Mer. Le rocher principal, d'une superficie de 20 hectares dont le sommet culmine à 17 mètres est une des quelques îles privées de Bretagne, occupée principalement en été.

## Étymologie
Ébihens est issu du breton Enez Bihan, signifiant « petite île ».

## Histoire
La légende veut que son isolement date du raz-de-marée qui aurait détruit la forêt de Scissy, forêt mythique située dans la baie du mont Saint-Michel, en 709 et que les plages qui l'entourent étaient alors recouvertes d'arbres et d'herbus. Pour les historiens et les scientifiques, la montée des eaux date, non pas de 709, mais de plus de 10 000 ans, à la fin de la dernière glaciation.
Des fouilles entreprises ont mis au jour des vestiges attestant d'une occupation gauloise de l'archipel dès le second siècle avant notre ère. Un petit village coriosolite fut érigé à la pointe Sud de l'archipel. Au nord, sur l'un des îlots des Haches, c'est une petite nécropole de l'âge de fer (à laquelle succédera un fanum gallo-romain) qui a été découverte.
Sur l'îlot de la Loge, massif rocheux menant à un plateau dunaire couvert à marée haute et menant lui-même à l'île principale, des fouilles archéologiques ont permis de découvrir les traces d'un atelier dont l'activité était la fabrication de pains de sel. Son utilisation a permis aux habitants de l'île de transformer une matière abondante, l'eau de mer, en un produit fini obtenu par évaporation forcée. Les hommes qui vécurent là étaient de véritables « bouilleurs d'eau de mer ». Utilisant des fours circulaires pour l'évaporation forcée, l'artisan saunier versait dans des récipients une saumure concentrée qu'il faisait bouillir au-dessus de la braise de façon à récupérer les cristaux de sel et en faire des pains. L'atelier des Ébihens produisait des pains pesant jusqu'à 3 kg. Il est probable que cette petite communauté pouvait retirer de la mer, toute proche, l'essentiel de ses besoins en nourriture, complétée sans doute par une culture maraîchère sur des herbus aujourd'hui devenus plages sablonneuses.

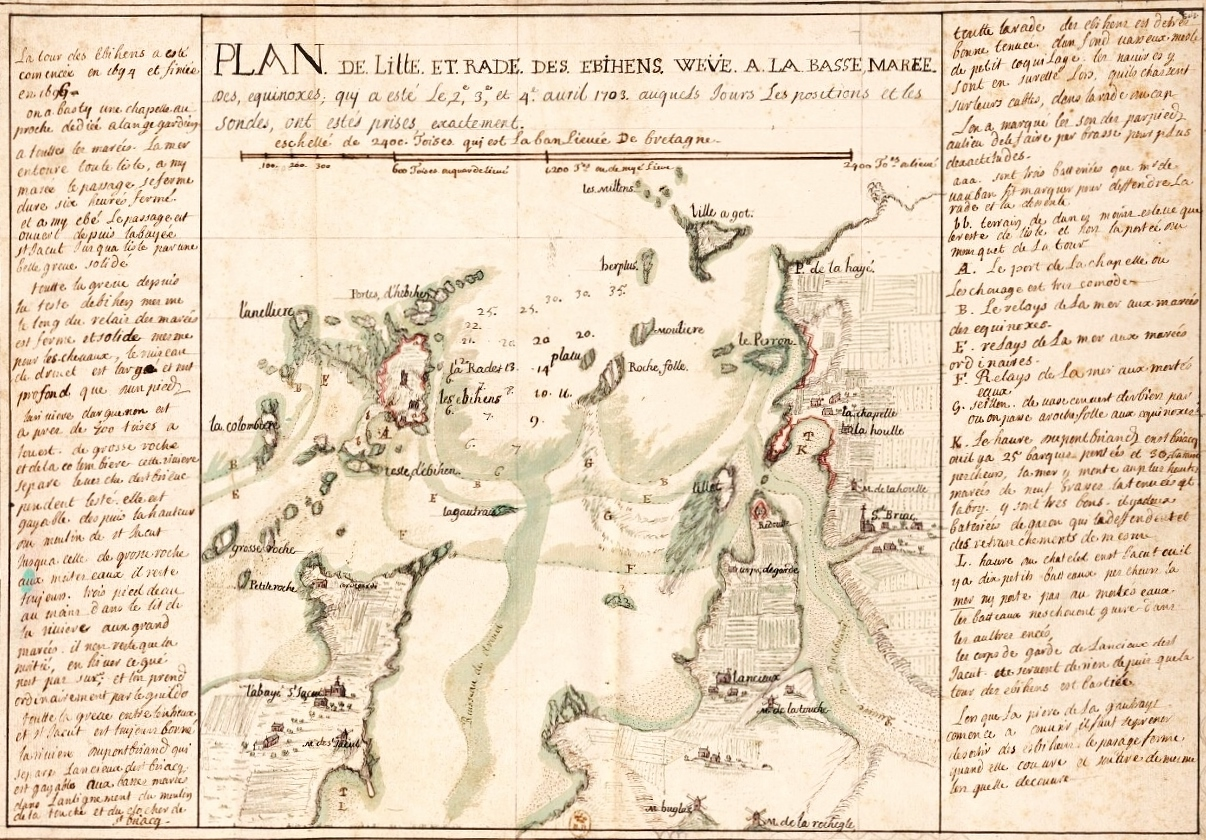
Plan de La Baie de Lancieux et des Ebihens datant de 1703.

En 1694 Vauban ordonne l'édification d'une tour sur l'îlot principal, propriété du comte Louis de Pontbriand, capitaine garde-côte du littoral de Saint-Malo. La tour et son enceinte en mur de pierres sont édifiées sur les plans et sous la responsabilité de Siméon Garangeau, ingénieur en chef et directeur des fortifications de Saint-Malo. Elle est achevée en 1697. Cette construction a été notamment financée par un impôt perçu sur les prises de maquereaux réalisées lors de certains jours de fêtes chômés. La tour s’intègre dans un réseau de fortifications destiné à protéger Saint-Malo des attaques maritimes, notamment anglaises. Elle complète les ouvrages défensifs du littoral, tels que ceux établis sur l’île de Cézembre ou à Harbour. Elle est inscrite à l'Inventaire supplémentaire des monuments historiques par arrêté du 15 juillet 2010.

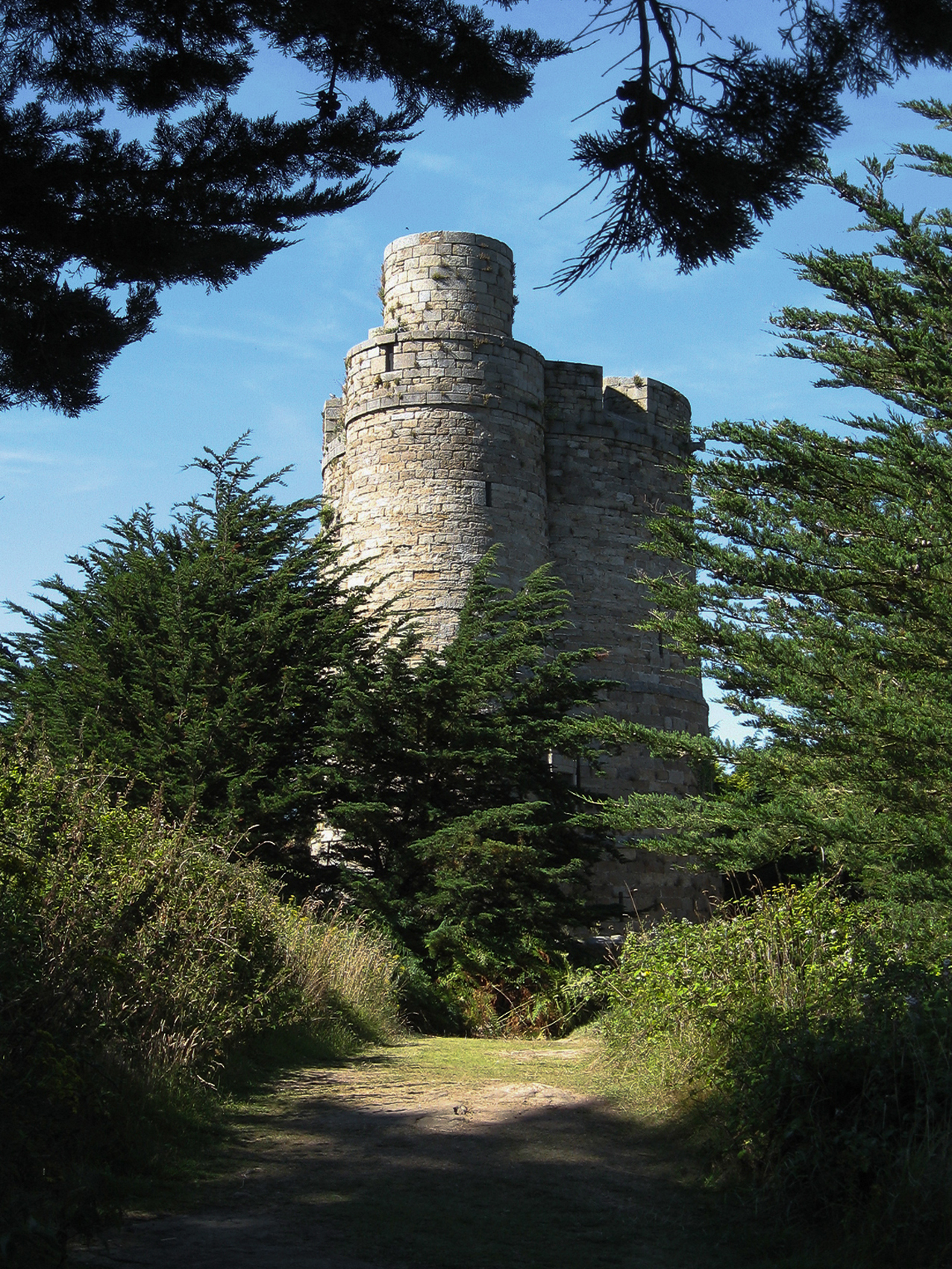
La tour des Ébihens (1697)

La chapelle de l'« Ange gardien », construite en 1699, fut un lieu de culte fréquenté par les divers habitants qui se succédèrent sur l'îlot. Elle fut construite pour l'usage des ouvriers de la tour et vint remplacer la petite chapelle très ancienne et effondrée qui donna à la plage sud son nom de « plage de la Chapelle ».
À la Révolution, l'abbaye alors en déshérence, fut saccagée et pillée. Après la dispersion des biens du clergé le 2 septembre 1789, les Ébihens furent vendus le 29 avril 1791, lors de la vente de biens nationaux à Jean-Georges Michel, l'un des capitaines de course de Robert Surcouf, pour une somme dérisoire.
Au fil du temps, ce bien sans valeur et à l'époque fort peu considéré, fut transmis à Pierre-Henri Gauttier, père de Pierre-Henry Gauttier Du Parc. Ce n'est qu'au début du XXe siècle que l'ile commença à être boisée par la famille Peynaud. Elle était jusqu'alors une lande battue par les embruns, mais néanmoins suffisamment fertile pour y abriter une ferme.
Le 19 juin 1940, Yvonne Peynaud recueille et héberge sur l'île le capitaine Pierre Kœnig et six compagnons, tous officiers de la 13e demi-brigade de la Légion étrangère qui refusent de « cesser le combat » comme le demande Pétain, dans son discours de la veille. Elle facilite leur fuite vers les anglo-normandes dans des conditions rocambolesques le lendemain, juste avant une inspection de la maison par des feldgendarmes basés à Saint-Jacut. Ces sept officiers continuèrent la guerre ; tous les compagnons de Kœnig moururent au combat. Seul survivant, Koenig revint plusieurs fois visiter Madame Peynaud.
Le 29 août 1952 un estivant trouva dans une grotte dite « grotte aux Fées » de la Pointe du Buglais un squelette qui s'avéra être celui de Jean Hesry, retraité des douanes et gardien de l'île des Ébihens, qui avait disparu depuis plusieurs semaines. Un crime fut suspecté et le mystère fut évoqué dans la presse nationale.
Aujourd'hui, cette propriété privée est partagée entre 5 propriétaires, majoritairement descendants directement ou non de Jean-Georges Michel.

## Tourisme

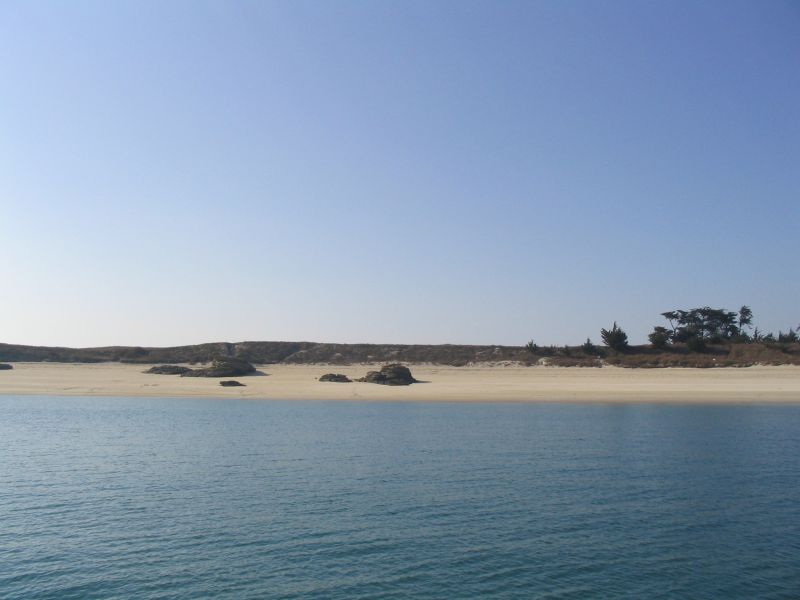
Plage sud des Ébihens

Une partie de l'archipel est accessible à pied à la basse mer avec les risques de noyade que cela comporte en cas de retour tardif.
L'île principale est entièrement privée. Néanmoins, ses habitants laissent volontiers un accès de visite individuelle et gratuite par le chemin central allant du sud au nord de l'île. Il est recommandé aux visiteurs, qui prendraient la liberté de monter sur l'île, de ne pas déborder de ce chemin central afin de préserver la faune et la flore variées et les dunes, tout autant que la quiétude de ce lieu très préservé, qui par choix, n'est pas à ce jour clôturé. À ce titre, l'archipel offre un biotope favorable à la vipère pléiade, la prudence s'impose. 
Il existe une randonnée uniquement à basse mer. La cueillette n'y est pas permise et les chiens y sont interdits.  
La situation de l'archipel dans le couloir aérien de l’aéroport de Dinard-Pleurtuit, et sa Protection à l'Inventaire National du Patrimoine Naturel (INPN) interdisent le survol en drone. L'îlot de la Colombière est une réserve ornithologique dont l'accès est réglementé.

## Légende
Paul Sébillot, dans Les Légendes de la Mer, chapitre Les villes englouties, raconte que tout l'espace compris entre les Ébihens et Lancieux était dans un passé lointain occupé par une forêt qui était au-dessous du niveau de la mer, mais protégée par une bande de terrain plus élevée qui formait comme une digue naturelle. Comme cette forêt était infestée de loups et autres bêtes féroces, les hommes firent une coupure dans la digue naturelle et la mer s'y précipita, noyant presque toutes les bêtes féroces, mais les hommes ne parvinrent pas à reboucher le passage : c'est comme cela que se serait formés l'archipel des Ébihens et l'Islet de Lancieux.